# Marie-Odette Dubois-Violette
Pour les articles homonymes, voir Blaise, Dubois et Violette (homonymie).
Marie-Odette Dubois-Violette, née Marie-Odette Blaise le 27 juin 1918 à Plottes et morte le 1er décembre 2004 à Paris 15e, est une docteure en mathématiques, enseignante et inspectrice générale française.

## Biographie
Née en 1918 à Plottes, à proximité de Tournus, fille de Léon Marcel Blaise, un polytechnicien, général de l'armée de l'air, et de Françoise André-Joubert, Marie-Odette Blaise intègre l'École normale supérieure en 1938, dernière année où le concours est entièrement ouvert aux femmes, mais parvient néanmoins à suivre une scolarité relativement normale. Durant sa troisième année d'école, elle épouse le physicien Pierre-Louis Dubois-Violette, issu de la promotion précédente, et obtient l'agrégation « masculine » de mathématiques. L'année suivante, alors qu'elle est autorisée à suivre une quatrième année d'étude à l'école malgré les réticences du directeur, elle se lance dans une thèse tout en accouchant de son premier fils, Michel.
De 1942 à 1945, elle bénéficie d'une bourse de recherche au CNRS, et enseigne à l'École normale supérieure de jeunes filles en 1943-1945. Durant ces années, elle participe à la Résistance aux côtés de son mari, qui reçoit la médaille de la résistance pour son action. Après la naissance de sa fille Anne en 1945, elle enseigne un an au lycée féminin de Saint-Étienne. De 1946 à 1950, elle travaille sur sa thèse au CNRS comme attachée de recherche. Elle soutient en avril 1950 une thèse « consacrée à l'étude de réseaux de courbes tracées sur une surface compacte et localement homéomophes à un faisceau de droites parallèles non-déterminées par une équation différentielle » dirigée par Arnaud Denjoy. C'est également en 1950 que naît son troisième enfant, Françoise.
Après sa thèse, Dubois-Violette se voit proposer pour seul poste dans l'enseignement supérieur celui de maître de conférences à l'université de Carthage, en Tunisie française, qu'elle refuse comme « incompatible avec sa vie de famille », et entame une carrière dans le secondaire en région parisienne. À la suite du décès de son mari mort en juin 1956, elle doit accepter un poste prenant en mathématiques spéciales au lycée Fénelon de Paris. Membre du jury de l'agrégation de mathématiques à la fin des années 1960, elle accepte en 1971 la proposition de devenir la première femme à occuper la fonction d'inspecteur général de l'Instruction publique du groupe des mathématiques. Elle supervise notamment le déploiement des « mathématiques modernes » dans le secondaire. 
Elle prend sa retraite en septembre 1976. L'année suivante, elle reçoit la Légion d'honneur. Elle consacre sa retraite à sa famille, aux voyages, à l'organisation de réunions d'anciens élèves de l'ENS et aux expositions jusqu'à ce que sa santé se dégrade brutalement en septembre 2004 ; elle meurt trois mois plus tard à Paris, âgée de 86 ans.